# Arcozelo (Barcelos)
Arcozelo es una freguesia portuguesa del concelho de Barcelos, con 3,73km² de área y 13375 habitantes (2001). Densidad de población: 3585,8 hab/km².

## Geografía
Se sitúa en el norte de Portugal a pocos kilómetros de las costas del océano atlántico. Es una localidad pequeña aunque es la más poblada del municipio, y limita con las freguesias de São Veríssimo de Tamel, Barcelos, Vila Boa e Vila Frescainha (São Martinho e São Pedro), Lijó y Santa Eugénia de Rio Covo.